# Мур (Ајдахо)
Мур (енгл. Moore) град је у америчкој савезној држави Ајдахо.

## Демографија
По попису из 2010. године број становника је 189, што је 7 (-3,6%) становника мање него 2000. године.
| Група             | 2000.       | 2010.       |
| Белци             | 189 (96,4%) | 183 (96,8%) |
| Афроамериканци    | 0 (0,0%)    | 0 (0,0%)    |
| Азијати           | 0 (0,0%)    | 0 (0,0%)    |
| Хиспаноамериканци | 4 (2,0%)    | 6 (3,2%)    |
| Укупно            | 196         | 189         |